# 簇叶新木姜子
簇叶新木姜子（学名：Neolitsea confertifolia）为樟科新木姜子属下的一个种。